# Mbini (rivier)

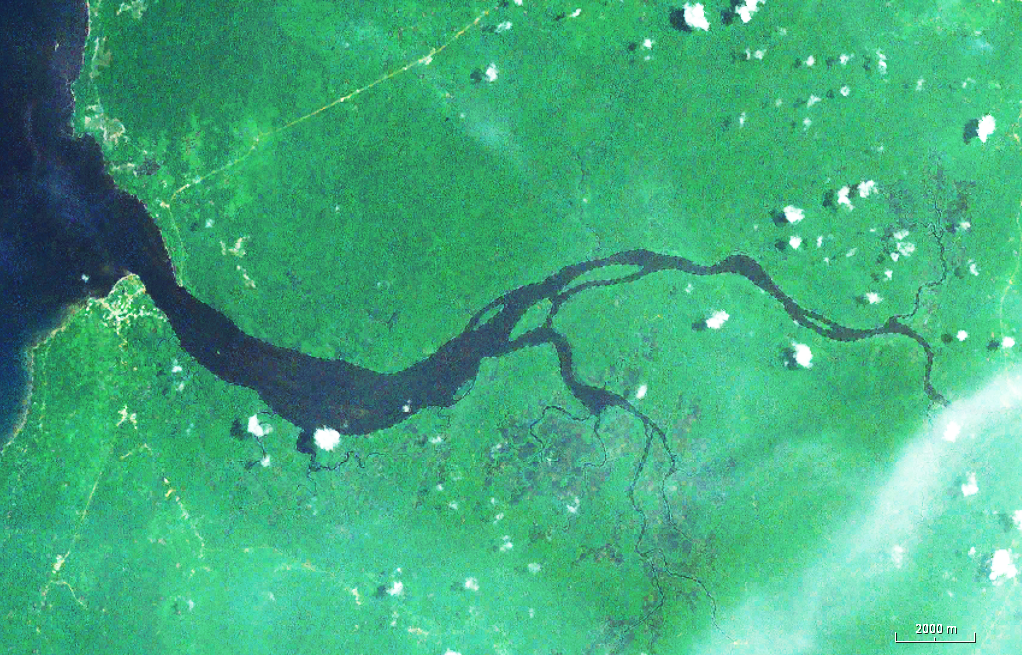
De monding van de Mbini

De Mbini (ook: Benito of Wele) is een rivier in het gelijknamige continentale gedeelte van Equatoriaal-Guinea. 
Ze ontspringt in Gabon en heeft een lengte van 338 km en mondt uit in de Golf van Guinee. Ze is vrijwel onbevaarbaar, behalve over een lengte van 20 km in haar estuarium. Aan de monding liggen de steden Mbini en Bolondo.